# Calamus rumphii
Calamus rumphii är en enhjärtbladig växtart som beskrevs av Carl Ludwig von Blume. Calamus rumphii ingår i släktet Calamus och familjen Arecaceae. Inga underarter finns listade i Catalogue of Life.